# Huta (gmina Suwałki)

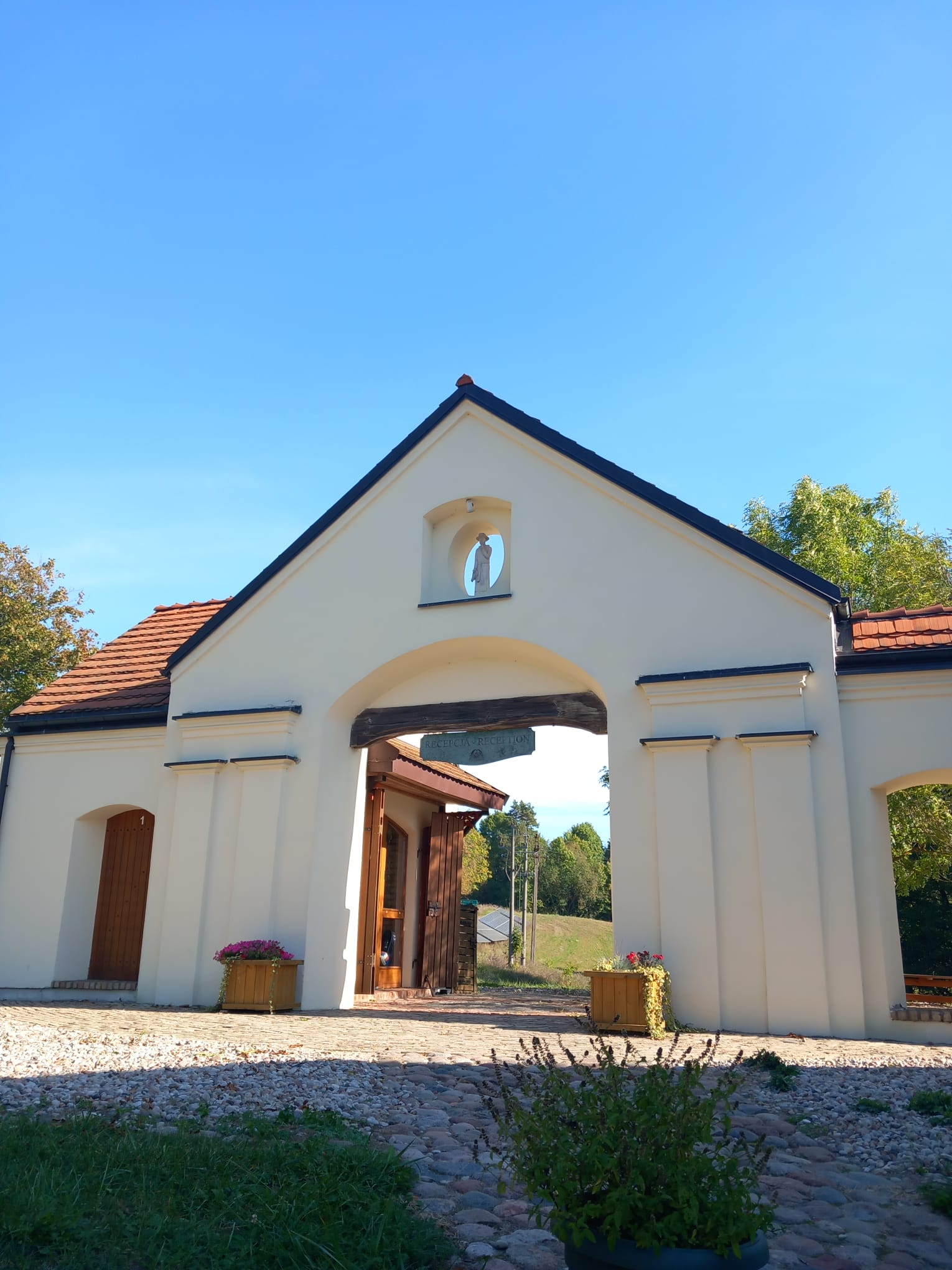
Zabytkowa brama wjazdowa w Hucie.

Huta – osada w Polsce położona w województwie podlaskim, w powiecie suwalskim, w gminie Suwałki. 
W latach 1975–1998 miejscowość administracyjnie należała do województwa suwalskiego.
W pobliżu wsi znajduje się Jezioro Koleśne. Dawniej folwark Hutta - znajdowała się tu huta szkła założona przez kamedułów z Wigier, po której została brama i fosa. Później w ekonomii wigierskiej.

## Zabytki
Do rejestru zabytków Narodowego Instytutu Dziedzictwa wpisane są następujące obiekty:
- zespół dworski, XVIII–XIX w. (nr rej.: A-945 z 4.01.1993)
  - dwór późnoklasycystyczny, połowa XIX w.
  - park
  - barokowa brama wjazdowa, koniec XVIII w[6].